# Germainvilliers
Germainvilliers település Franciaországban, Haute-Marne megyében. Lakosainak száma 84 fő (2022. január 1.). Germainvilliers Breuvannes-en-Bassigny, Champigneulles-en-Bassigny, Blevaincourt és Damblain községekkel határos.

## Népesség
A település népességének változása:
| Lakosok száma | 124  | 107  | 101  | 98   | 96   | 93   | 89   | 87   | 86   | 84   |
|               | 1968 | 1982 | 1990 | 2006 | 2013 | 2015 | 2017 | 2019 | 2020 | 2022 |